# Köfsetjärnen
Köfsetjärnen är en sjö i Kramfors kommun i Ångermanland och ingår i Nätraån-Ångermanälvens kustområde. Sjön har en area på 0,0649 kvadratkilometer och ligger 280,8 meter över havet. Sjön avvattnas av vattendraget Tvärån.

## Delavrinningsområde
Köfsetjärnen ingår i det delavrinningsområde (699715-161707) som SMHI kallar för Utloppet av Möckelsjön. Medelhöjden är 245 meter över havet och ytan är 14,26 kvadratkilometer. Det finns inga avrinningsområden uppströms utan avrinningsområdet är högsta punkten. Tvärån som avvattnar avrinningsområdet har biflödesordning 2, vilket innebär att vattnet flödar genom totalt 2 vattendrag innan det når havet efter 5,8 kilometer. Avrinningsområdet består mestadels av skog (90 procent). Avrinningsområdet har 0,83 kvadratkilometer vattenytor vilket ger det en sjöprocent på 5,8 procent.